# Metal progressif
Sous-genres
Djent,
Genres dérivés
Death metal technique, mathcore
Genres associés
Metal industriel, metal symphonique, metal avant-gardiste, rock symphonique
Le metal progressif, progressive metal ou simplement prog, est un sous-genre du heavy metal et du rock progressif, ayant émergé au Royaume-Uni et aux États-Unis durant les années 1970. Le metal progressif mélange des éléments de heavy metal et de rock progressif, en y reprenant son « agressivité » et une sonorité de guitare électrique heavy metal amplifiée, accompagnées de compositions expérimentales, complexes et « pseudo-classiques ». Le metal progressif fait souvent usage de thèmes conceptuels associés au rock progressif. Au fil des années, le metal progressif s'inspire de nombreux autres genres, incluant musique classique et jazz fusion.
Bien que le genre ait émergé à la fin des années 1980, ce n'est pas avant les années 1990 que le metal progressif parvient à avoir du succès. Dream Theater, Queensrÿche, Tool et Fates Warning ne sont que quelques exemples de groupes de metal progressif ayant atteint le succès commercial ; également, des groupes de heavy metal comme Megadeth incorporent des éléments de musique progressive dans leurs chansons. La popularité du metal progressif commence à décliner dès la fin des années 1990, mais reste largement populaire dans la scène underground du genre.

## Histoire

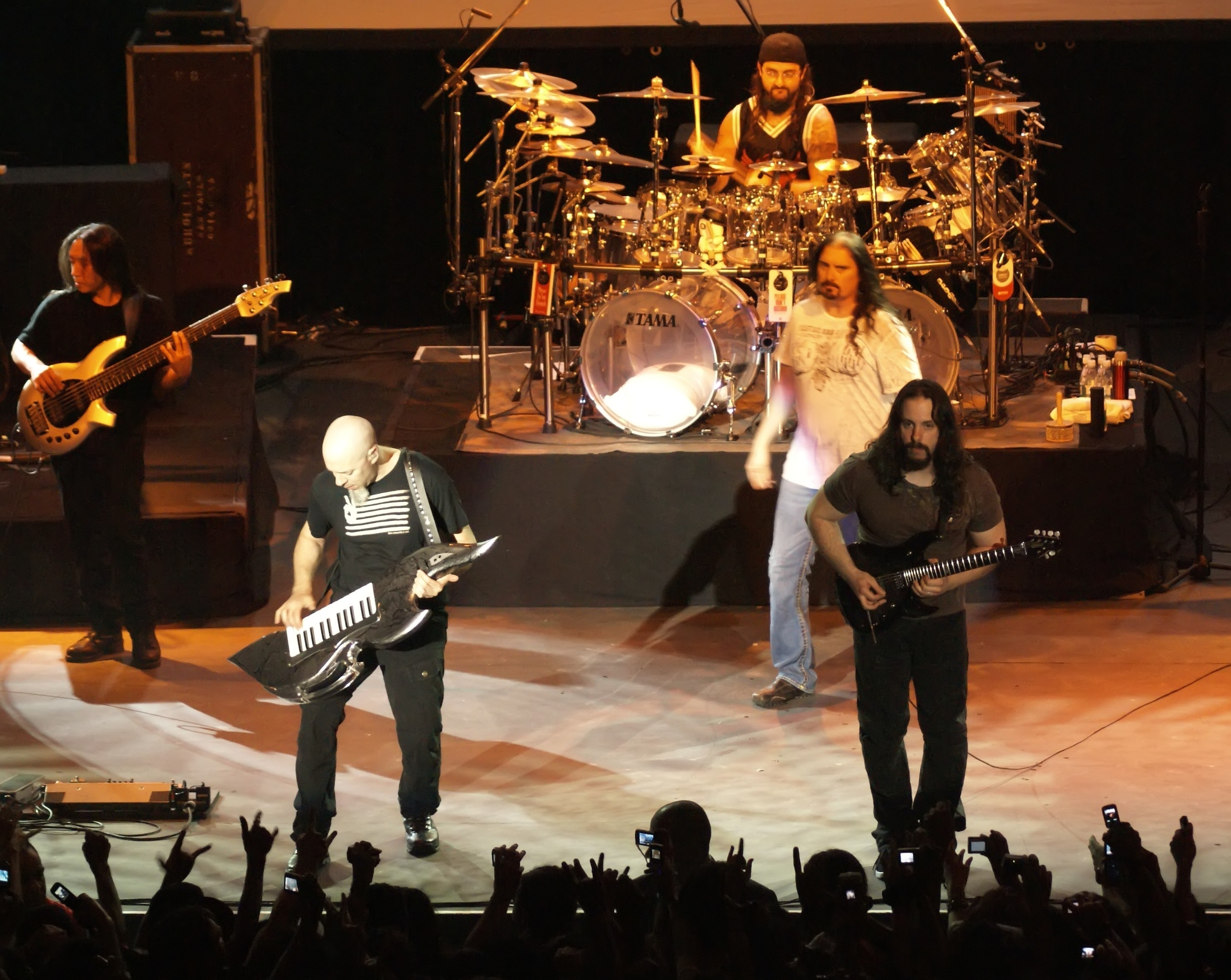
Dream Theater sur scène, le 8 mars 2008.

Le mélange des styles rock progressif et heavy metal peut être retracé à la fin des années 1960 et au début des 1970. Le groupe de rock progressif britannique High Tide[non pertinent], mélange des éléments de « progéniteurs du metal comme Cream, Blue Cheer, et the Jeff Beck Group » à leur musique. D'autres groupes comme King Crimson et Rush incorporaient également des éléments metal à leur musique, ; de même pour Uriah Heep, dont le « metal progressif appris dans les livres a fait du groupe britannique l'un des groupes hard rock les plus célèbres des années 1970. » Des chansons de Rush comme Bastille Day, Anthem, By-Tor And The Snow Dog, 2112, The Fountain of Lamneth et Something for Nothing sont citées comme des premiers exemples musicaux de metal progressif. Lucifer's Friend est l'un des premiers groupes des genres rock progressif et heavy metal. Night Sun (en) est également l'un des premiers groupes à mélanger heavy metal à des éléments de rock progressif, même s'il ne recense qu'un album. Cependant, le metal progressif ne se développe comme genre musical qu'au milieu des années 1980. Des groupes comme Psychotic Waltz, Fates Warning, Queensrÿche, Crimson Glory et Dream Theater reprennent des éléments de groupes de rock progressif (principalement l'instrumentation et la structure des compositions) et les fusionnent aux styles heavy metal associés à des groupes comme Judas Priest et Black Sabbath.
Ces quatre premiers groupes importants du metal progressif (Fates Warning, Queensrÿche, Crimson Glory et Dream Theater) composent tous de manière différente. Sur les quatre, Queensrÿche se base sur un son mélodique et atteint un succès commercial immédiat grâce à ses albums Operation Mindcrime et Empire ; le single Silent Lucidity atteint la neuvième place du Billboard Hot 100, et les autres classements en 1991. Fates Warning n'est pas le groupe le plus agressif et heavy, mais plutôt similaire aux scènes thrash et metal extrême de l'époque, du fait qu'ils aient démarré leur carrière comme groupe de metal dans la veine de Judas Priest et Iron Maiden. Leur album sorti en 1989, Perfect Symmetry rompt tout contact avec leur musique influencée NWOBHM, et forge les prémices du metal progressif sur lequel Dream Theater travaillera par la suite. La musique de Crimson Glory aide également à l'émergence du genre avec l'album Transcendence, souvent cité par la presse spécialisée comme l'un des plus grands albums de metal progressif de tous les temps, l'un des meilleurs albums metal de la décennie, et une inspiration pour la plupart des groupes comme Cage, Triosphere, et Rhapsody of Fire,,,.

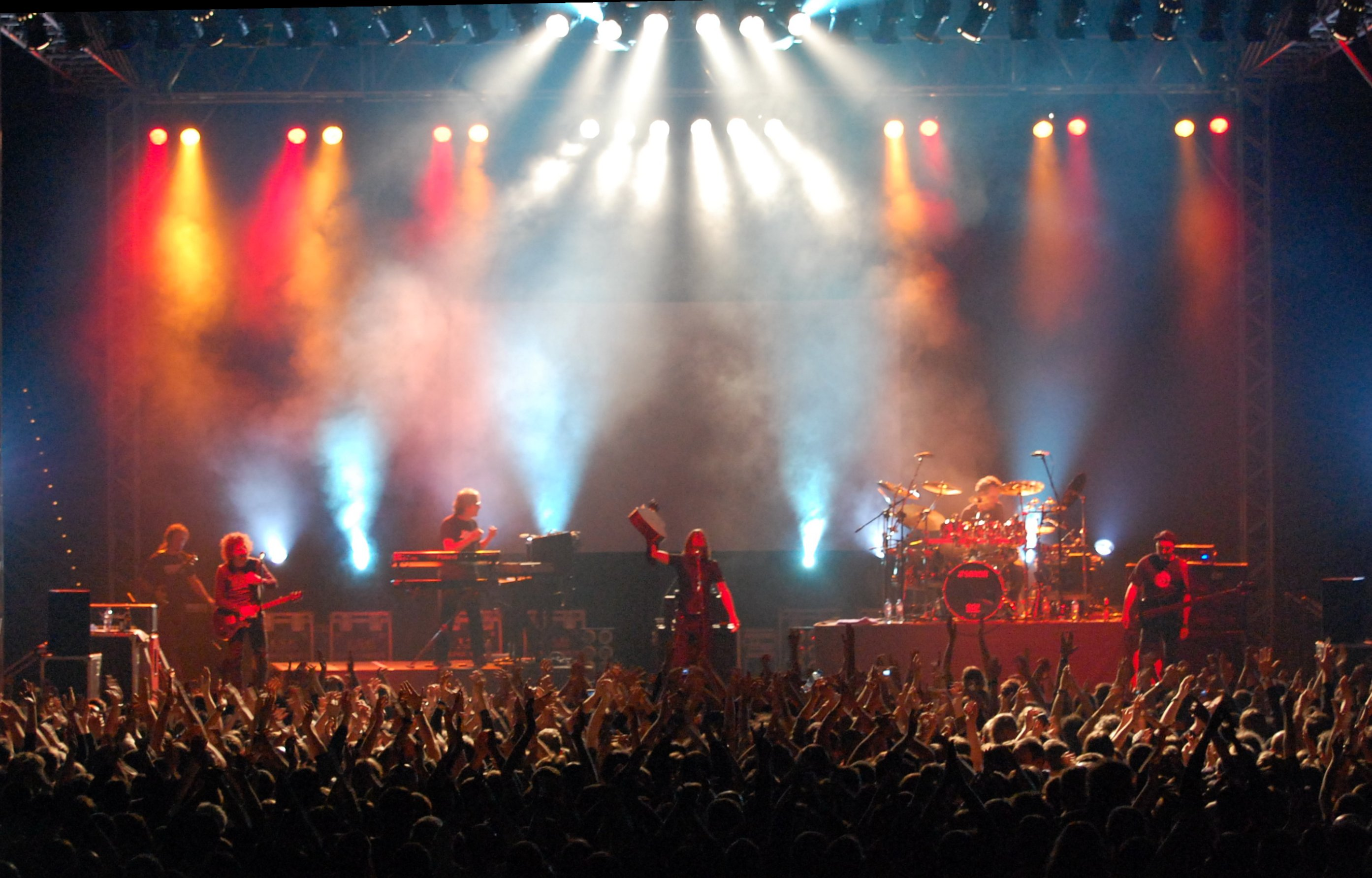
Porcupine Tree, sur scène le 28 novembre 2007.

Selon AllMusic, le metal progressif était en ce temps « ancrée underground (bien que des albums de Metallica comme ...And Justice for All ont pu se populariser. » Ainsi, le metal progressif était, et reste, principalement un genre musical cantonné aux albums. Pendant les années 1990, quelques groupes comme Pain of Salvation, Vanden Plas, Seventh Wonder, Threshold, Circus Maximus, Anubis Gate, Coheed and Cambria, Symphony X, Tool, Andromeda, Porcupine Tree et le projet Ayreon d'Arjen Anthony Lucassen parviennent tous à se constituer un public et à atteindre le succès. Dans la décennie qui succède, des groupes qui se lancent dans le milieu progressif, comme le groupe suédois Tiamat (originellement lancé dans le death-doom), et Opeth développent un son progressif et deviennent initialement identifiés comme des groupes de metal progressif.
Ayreon conserve les thèmes progressifs traditionnels, et les mélange avec d'autres genres comme l'opéra-rock, le folk, et l'ambient. Pain of Salvation expérimente à la fois le rock progressif et le metal progressif, fait usage de polyrythmes, et alterne entre passages calmes et brutaux. Seventh Wonder reste dans le domaine du metal prog, mais se concentre plus sur les bases mélodiques, contrairement aux autres groupes du genre. Symphony X mélange des éléments progressifs au power metal et à la musique classique. Tool crée un son progressif en utilisant des éléments de metal alternatif et de rythmes inhabituels. Porcupine Tree se lance comme groupe de psychédélique et space rock, mais développe une sonorité metal prog avec l'album In Absentia sorti en 2002. Devin Townsend, ancien chanteur de Steve Vai et chanteur et guitariste du groupe de heavy metal Strapping Young Lad, mélange des éléments de post-metal et d'ambient au metal progressif traditionnel sur ses deux premiers albums solo Ocean Machine: Biomech et Infinity. Mastodon mélange également des éléments metal progressif au sludge. Opeth, Skyfire, et Between the Buried and Me mélangent (de manières très différentes) leur influence prog au death metal, comme Meshuggah, dont la musique parvient à introniser le mouvement djent dans la scène metal progressif. Mudvayne incorpore des éléments de death metal, jazz fusion,, et rock progressif dans un style que le groupe décrit de manière humoristique comme du « math metal »,. Des groupes comme Thirty Seconds to Mars se lancent dans une musique progressive plus traditionnelle qui fait usage d'éléments de space rock,.

## Caractéristiques
Comme tout style musical, la catégorie du metal progressif ne réfère pas à un genre cloisonné et hermétique. Nombreux sont les artistes habituellement classés dans cette tendance qui empruntent parmi la multitude de styles du metal, du rock et d'autres genres musicaux. Toutefois, certains traits caractéristiques du metal se distinguent et permettent d'effectuer une classification sommaire, bien qu'imparfaite.

### Structures et durée
Les chansons du metal progressif sortent habituellement du cadre traditionnel couplet/refrain. Elles se développent en des architectures complexes s'appuyant sur de nombreuses parties et sous-parties. Ces structures peuvent parfois servir à souligner les différents chapitres d'histoires racontées dans les textes des chansons. Les dites structures conduisent directement à un allongement important de la durée des chansons au-delà des normes radiophoniques généralement acceptées. Cela explique en partie pourquoi le metal progressif apparaît si rarement à la radio et sur les chaînes de télévision. La durée est cependant une caractéristique essentielle du metal progressif puisqu'une chanson longue permet au groupe d'exploiter chaque thème musical jusqu'à son plein développement, offrant à chaque musicien l'opportunité de démontrer ses qualités.
À l'instar des grands groupes de jazz, il n'est pas rare que les groupes de metal progressif permettent à chaque musicien de faire un solo, et ce dans chaque chanson. En règle générale, les chansons du metal progressif durent entre sept et vingt minutes, parfois plus. Plusieurs titres clés du genre surpassent d'ailleurs cette caractéristique et atteignent des sommets rarement égalés dans la musique populaire. Notons par exemple l'album-concept Light of Day, Day of Darkness de Green Carnation qui ne contient qu'une chanson d'une durée de soixante minutes, le Crimson de Edge of Sanity (à quarante minutes), The Whirlwind de Transatlantic, ou encore Six Degrees of Inner Turbulence, un titre de quarante-deux minutes divisé en huit parties par le groupe américain Dream Theater. Le metal progressif se caractérise par un accent marqué sur la technicité instrumentale. À cet égard, les membres du groupe Dream Theater sont notamment cités comme exemples en ce qui concerne le registre technique de ce genre. Les capacités vocales des chanteurs sont aussi mises à l'épreuve, face aux performances des musiciens avec lesquels ils jouent sur scène.

### Rythmes et textes
Outre ses structures complexes, le metal progressif se caractérise à l'instar du jazz ou de la musique classique moderne, par l'emploi de modes moins fréquents que ce à quoi est habituée la musique populaire. Cela dit le metal progressif fait tout autant usage de modes plus standards.[réf. nécessaire] On note également l’usage parfois d’harmonies complexes (notamment l'usage d’accords étendus, voire parfois d’agrégats). Mais les groupes de metal progressif ont aussi recours à des accords plus simples. Beaucoup d’entre eux d’ailleurs font toujours usage du simple power chord qui est l’accord typique du metal.
Une des marques les plus caractéristiques de la musique progressive est sans doute le recours assez fréquent à des mesures peu usitées (5/4, 7/4, 7/8 par exemple) ainsi qu'un changement fréquent de mesures au cours du morceau. On peut passer au cours d'un même morceau d'un 4/4 à un 3/4 puis un 5/4 suivi d'un 7/8. En cela, le metal progressif ne fait ici qu'adapter au metal, ce que la musique classique moderne, le jazz et le rock progressif pratiquaient déjà. De la même façon, le metal progressif peut également se caractériser, à l'instar des styles mentionnés, par un emploi de rythmes complexes, notamment la polyrythmie et la polymétrie. Les motifs rythmiques peuvent être utilisés en tant que leitmotivs qui permettent de relier et d'unifier les séquences d'une chanson ou d'un album entre elles. Le rythme ayant inspiré les premiers groupes du metal progressif était le 7/8, employé les premières fois par Bill Bruford au sein de Yes et aussi surtout par Phil Collins dans The Cinema Show mêlant des influences de jeux rythmique jazz rock du type Herbie Hancock ou Billy Cobham avec un rock d'une façon homogène. Ce type de rythme inspire Rush pour la création du metal progressif.[réf. nécessaire] Ce type de mélange jazz rock et rock progressif a aussi inspiré des groupes comme Colosseum II jouant du jazz rock en renforçant le côté rock progressif, à l'instar de Brand X et Bill Bruford, voire Frank Zappa sur l'album The Grand Wazoo.
Les textes et le chant sont également des éléments essentiels du metal progressif. Le metal progressif n'a pas un sujet de prédilection, et les chansons traitent donc de sujets divers et variés. Toutefois, certains albums (appelés albums-concept) se consacrent à un seul sujet. On remarque tout de même que les types de thèmes abordés sont semblables à ceux du rock progressif années 1970. En effet, les thèmes surréalistes comme The Human Equation de Ayreon, les thèmes pseudo mythologiques de Rush étant déjà présents dans certains albums de Eloy ou des Moody Blues quelques années avant, concept repris par Symphony X quelques décennies plus tard. Le thème consacré à l'hypnose, la psychanalyse ou les voyages dans le temps de Dream Theater dans Metropolis Part 2: Scenes from a Memory était déjà utilisé par Van der Graaf Generator avec Man-Erg ou d'une manière un peu différente, The Lamb Lies Down on Broadway de Genesis.

### Influences
Les musiciens de metal progressif tendent fréquemment à se référer à la musique classique avec souvent une prédilection pour la période moderne du classicisme (Stravinsky, Bartók, Ravel notamment) à cause de ses recherches avancées dans l’extension des éléments du langage tonal. Le progressif s’éloigne du classicisme cependant déjà par sa base populaire. La musique classique relève de la musique savante. Par ailleurs le progressif se distingue aussi du classique par son instrumentation, mais aussi et surtout par le fait que les structures ampoulées et contrastées du progressif vont souvent à l’encontre de la notion d’équilibre et d’uniformisation de la forme chère au classicisme en général. En outre, le metal progressif ignore généralement les techniques compositionnelles avancées du classique notamment le contrepoint ou la fugue.
Le metal progressif à l'instar du rock progressif s'inspire aussi du jazz, et tout particulièrement du jazz fusion des années 1970-1980 notamment de la couleur des accords étendus dont ce genre fait largement usage. Dans un esprit semblable au jazz, le metal progressif est très axé sur le son, les possibilités sonores, les bruitages, qui vont au-delà de la simple composition thème-accords. C'est ainsi que sont caractérisées certaines ambiances, ou véritables « atmosphères » émises par des morceaux. On peut alors constater une utilisation récurrente des samples, tout comme le rock progressif. On trouve souvent, dans le metal progressif, des références aux musiques traditionnelles ou primitives d'Afrique ou d'Asie. Notamment chez Tool et particulièrement dans les parties de batterie de Danny Carey, qui utilise beaucoup de percussions traditionnelles (acoustiques ou samplées).